# Voineasa (Vâlcea)
Voineasa è un comune della Romania di 1 661 abitanti, ubicato nel distretto di Vâlcea, nella regione storica dell'Oltenia. 
Il comune è formato dall'unione di 3 villaggi: Tighina, Voicești, Voicești Vale.